# Nikolaus Reinhart (Jurist)
Nikolaus Andreas Friedrich Reinhart (* 3. Februar 1868 in Worms; † 1. November 1940 in Darmstadt) war ein deutscher Jurist und Polizeidirektor.

## Leben
Nikolaus Reinhart wurde als Sohn des Kaufmanns und Politikers Nikolaus Andreas Reinhart (1841–1910) und dessen Ehefrau Amalie Ernst (1846–1917) geboren. Nach dem Studium der Rechtswissenschaften an der Justus-Liebig-Universität Gießen promovierte er 1897 zum Dr. jur. und kam zum Kreisamt Darmstadt, wo er am 10. September 1898 zum Kreisamtmann ernannt wurde. Bevor er am 11. Oktober 1905 Ministerialsekretär im Innenministerium war, nahm er im Kreisamt Bensheim ebenfalls die Stelle eines Kreisamtmanns ein.
Jahresanfang 1916 gehörte er zum Vorstand des Polizeiamts Darmstadt. Zuvor war er noch als Kreisamtmann beim Kreisamt Mainz und für kurze Zeit als Regierungsrat tätig.
Am 13. März 1917 wurde er zum Polizeidirektor in Darmstadt ernannt und leitete dort das 1. und 2. Revier.
Dieses Amt übte er bis zu seiner Pensionierung am 27. März 1920 aus.

### Familie
Am 4. April 1893 heiratete er in Berlin Elisabeth Görz (1872–1947). Aus der Ehe sind die Kinder Elisabeth (1894–1982, ∞ Karl von Hahn), Nikolaus (1896–1963, Kaufmann), Anna (1902–1977) und Hans (1906–1992) hervorgegangen.